# 풍수

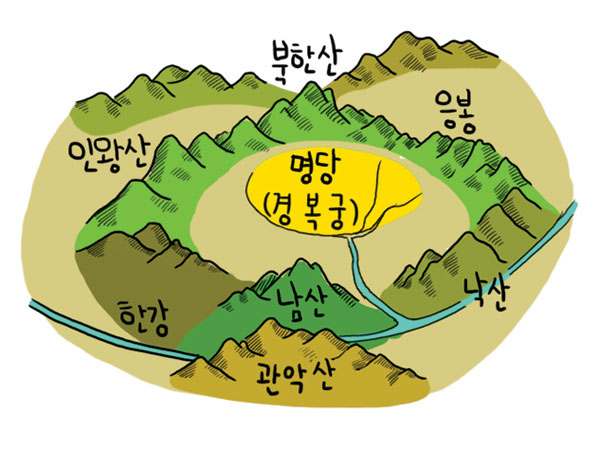
한양의 명당 입지

풍수(風水, 영어: feng shui)는 땅과 공간의 해석과 활용에 대한 동아시아의 고유 사상이다. 풍수에는 음양오행설을 바탕으로 한 동아시아의 자연관이 잘 나타나 있으며 실제로 조경과 건축 등에 영향을 미쳤던 사상이다.‘풍수’는 ‘바람을 막고 물을 얻는다’는 뜻인 장풍 득수(藏風 得水)를 줄인 말로, 생명을 불어 넣는 지기(地氣:땅 기운)를 살피는 것이다. 자연에서 태어난 사람은 바람과 물로 생명을 이루고 있다는 것이다. 풍수라는 한자어의 뜻을 풀이하면 자연(풍수)이 땅(지)의 모든 기운을 다스림(리)이 된다.
풍수는 바람과 물을 생활 속으로 끌어들여 그것을 지리적인 조건에 맞춰 해석하는데, 산세(山勢), 지세(地勢), 수세(水勢) 즉 산의 모양과 기, 땅의 모양과 기, 물의 흐름과 기 등을 판단하여 이것을 인간의 길흉화복에 연결시켜 이에 의해서 생활하는 인간의 본질을 나타내는 것이 풍수이다.
풍수 사상은 중국 전국 시대 말기 이전부터 시작되었고, 한국에는 삼국 시대 이전에 전래되었다고 여겨진다. 일반적으로는 주로 묘지 풍수나 주택 풍수, 명당과 같은 터 잡기로 생각하기도 한다. 1990년대 이후 대한민국에서는 최창조 교수(지리학)가 ‘자생풍수’(自生風水)라는 이름으로 학문적 접근을 모색하면서 장례문화를 비롯하여 생태계에 의한 환경과 건축같은 학문적인 방법 등에 다양한 연구가 진행되고 있다.
현대 과학의 입장에서 풍수는 미개한 토속신앙의 수준을 넘어서는 것으로 분석, 판단하고 있다. 가장 비근한 예를 들면 풍수에 좌향등을 정하는 데 사용하는 패철에는 내반 중반 외반의 삼반이 존재하는데 그 중 외반은 물의 방향으로 측정하는 것으로서 이러한 외반의 방향은 지구 자전 운동에 따른 각가속에 의한 관성을 보정하기 위하여 서쪽으로 7.5도 편서되게 방향을 보정하고 있다는 점이다.
풍수에 대한 체계적인 접근을 위해서는 산수, 좌향(놓인 방향),운기 등으로 살펴보는 것이 합리적으로 판단된다. 첫 번째 산수는 산과 물의 주어진 형상에 대한 분류이다. 이렇게 주어진 산수에 대한 파악이 이루어진 후에 좌향을 결정하여 그 산수와 좌향의 조합에 따른 기운을 평가하는 것이다. 그리고 이렇게 이루어진 산수와 좌향에 대한 기운이 시간의 흐름에 따라 나타나는 운기에 의하여 어떤 형태로 발현되는가를 본다.

## 연원
풍수는 산천, 수로의 모양을 인간의 길흉화복에 연결시켜 설명하는 사상으로, 이것을 체계화한 학설이 풍수설 또는 풍수지리설이다. 근대 지리학이 들어오기 전에는 지리설로도 불렸다.
이러한 풍우 등의 자연 현상의 변화가 인간 생활의 화복에 깊은 관계가 있다는 생각은 이미 중국의 전국 시대 말기에 시작됐으나 그것이 음양오행의 사상이나 참위설(讖緯說)과 혼합되어 전한 말부터 후한에 걸쳐서 인간의 운명이나 화복에 관한 각종의 예언설을 만들어내고(음양지리(陰陽地理) 및 풍수도참(風水圖讖)), 그것은 초기 도교의 성립에 따라 다시 교리로 체계화되었다. 이 설은 그러한 사상으로서, 이후 중국을 비롯한 아시아인의 생활에 지대한 영향을 미쳤다.

## 주요 내용
이 설의 중심은 분묘·사찰·도관(道觀)·주거·촌락·도성을 축조하는 데 재화(災禍)를 물리치고 행복을 가져오기 위하여 지상(地相)을 생각하는 데 있다(풍수상지(風水相地)). 그것은 감여(堪輿)·지리를 연구하는 사람을 풍수가 또는 감여가·지리가·음양가 등으로 부르기도 한다.
그들은 방위를 청룡(靑龍 : 동)·주작(朱雀 : 남)·백호(白虎 : 서)·현무(玄武 : 북)의 4가지로 나누어 바람(‘風’)이나 물(‘水’)의 양상(樣相)을 보고 구축물(構築物)의 위치를 정한다. 산천·언덕·당탑(堂塔)·가옥 등은 이들 4개의 동물을 상징하나 어느 것을 주로 하는가는 그 장소나 풍수에 따라 다르다.
큰 건축물을 예를 들면 대개 청룡을 중요시하여 남으로 향해서 백호를 우(右)로, 청룡을 좌로, 현무를 뒤로, 주작을 앞으로 하고 위치하는 것이 보통이다.
그러나 같은 것일지라도 지점이나 산천을 달리하는 경우에는 다른 상황이 나타나므로 그 배당은 다만 풍수가만이 아는 것으로 되어 있다. 그러나 이들의 설에는 옛날부터 비판이 있는데, 특히 송나라 장재(張載)·사마광(司馬光)·주희(朱熹) 등에 그것이 엿보인다.

## 한국의 풍수
한국의 풍수는 신라 시대에 전래되었으며 한국 전통의 대지모 사상과 중국의 음양오행설을 기반으로 하고 있다. 신라 말에는 도선(道詵)과 같은 대가가 나왔다. 그는 대개 중국에서 기원하여 발달한 참위설을 골자로 지리소왕설·산천순역설 및 비보설(裨補說)을 주창하였다.
곧 지리(地理)는 곳에 따라 쇠왕이 있고 순역이 있으므로, 왕처(旺處)·순처(順處)를 택하여 거주할 것과, 쇠처(衰處)·역처(逆處)를 인위적으로 비보(裨補 : 도와서 더하는 것)할 것을 말하여, 일종의 비기도참서(秘記圖讖書)를 남겼다.
뒷날 고려시대에 성행한 《도선비기》(道詵秘記) 등은 내용 전체가 도선의 글인지 아닌지는 알 수 없으나, 그의 사상에서 비롯되었을 것으로 여겨진다. 하여튼 그의 비기라고 칭하는 예언서가 그의 사후로부터 세상에 끊임없이 변천되어 인심을 현혹시킨 일이 많았다.
고려 태조도 도선의 설(說)을 고려하여 자손을 경계하는 훈요십조(訓要十條) 중에서 절을 세우는 데 산수의 순역을 점쳐서 지덕(地德)을 손박(損薄)하지 말 것을 유훈(遺訓)하였다. 물론 여기에는 후세의 절을 함부로 짓는 것을 방지하려는 정책적인 면도 있었던 것이다.
하여튼 이 설은 정치적인 면과 합하여 문제되곤 하였다. 묘청(妙淸)의 천도 운동도 고려 태조 이래 서경(西京 : 평양)의 중시와 그 시설에 한 원인이 있겠지만 서경은 서북의 가장 중추요, 부강임수(負江臨水)해서 ‘兩水來處是眞龍’의 빼어난 땅이며, 또 행주형(行舟形)이라 우물을 못 파고, 산이 낮아서 연료가 부족한 결점이 있다는 것이다.
개경(開京 : 개성)도 풍수상에 명당(明堂)이라 하여, 《삼국사기》 궁예전(弓裔傳), 《고려사》 태조세가(太祖世家), 최자(崔滋)의 《삼도부》(三都賦), 이중환(李重煥)의 《팔역지》(八域志), 송나라 서긍(徐兢)의 《고려도경》(高麗圖經), 명나라 동월(董越)의 《조선부》(朝鮮賦) 등에도 개경의 풍수를 찬양하고 있다.
즉 개경은 장풍득수(藏風得水)의 형국이 많고 내기불예(內氣不洩)의 명당이라는 것이다. 그러나 산이 첩첩이 둘러 있어서 국면(局面)이 넓지 못하고 또 물이 전부 중앙으로 모여 들어서 수덕(水德)이 순조롭지 못하다는 것이다. 이것을 비보하기 위해 많은 사탑(寺塔)을 세웠다. 개성은 산과 골짜기로 둘러싸여 막힌 형세라 권신들의 발호가 많았다.
한편 조선은 한양에 도읍을 정하면서 나라의 정통성을 구변지국(九變之局)에서 찾았다. 구변지국(九變之局)은 ‘구변진단도(九變震檀圖)’·‘구변도국(九變圖局)’·‘구변도(九變圖)’라고 말하기도 하는데 한민족은 지금까지 9천여년 동안 9번의 나라가 세워졌다고 보는 것이다. 구변진단도(九變震檀圖)는 아홉번 변하는 진단의 그림, 일종의 도참서로 『구변진단도』(九變震檀圖)의 구변(九變)은 국도(國都)의 변천(變遷)을 뜻한다고 해석했다.
고려 말~조선 초의 문신 권근(權近, 1352년 ∼ 1409년)은 조선 태조 이성계의 ‘건원릉신도비명(建元陵神道碑銘)’에서 “예전부터 (고려) 서운관(書雲觀)에 전하던 비기(秘記)에 ‘구변진단지도(九變震檀之圖)’가 있는데 ‘나무를 세워 열매(아들)을 얻는다(建木得子)’는 설이 있었다”고 기록했다.
목자(木子)는 이(李)씨를 파자한 것으로 역시 개국한다는 뜻이다. ‘구변진단도’란 ‘아홉 번 변하는 진단(震檀, 단군조선)의 그림’이란 일종의 도참서(圖讖書)로, 천문(天文)·역수(曆數)·기후 등을 관측하던 고려 서운관에서 일부러 감추었다는 이야기다.
1445년(조선 세종 27년) 4월에 편찬되어 1447년(조선 세종 29년) 5월에 간행된《용비어천가》 3권 15장에는 “揚子江南(양자강남) 리샤 使者(사자) 보내신 七代之王(칠대지왕) 뉘마리가 / 公州江南(공주강남) 저샤 子孫(자손) 치신 九變之局(구변지국)이 사디리잇가”라고 ‘구변진단도’에 대한 언급을 기록하고 있다.
풀이해 보면 “중국 진시황이 양자강 강남(금릉)을 꺼리시어 사자(使者)를 보내신들 (이미 하늘에서 정한) 칠대의 왕을 누가 막겠습니까. / (고려 태조가) 공주의 강남(전주지역)을 두려워하시어 그 자손을 가르치신들, 아홉 번 바뀌리란 이 나라 판국이 사람의 뜻이겠습니까.”
또한 “공주강 남 저샤 자손 치신 구변지국이 사디리잇가(公州江南, 畏且訓嗣, 九變之局 豈是人意).”라는 노래가 보이는데, 이는 이씨 건국이 하늘의 뜻에 의한 것임을 밝혀 왕조의 정통성을 주장했다.
한양은 북서쪽 우백호가 높고 남동쪽 좌청룡이 낮아 맏아들인 장자가 잘 되지 못하고 차남 이하 아들이 잘되어, 임금과 재상, 거경(巨卿. 높은 벼슬아치)은 장남 아닌 사람이 많았다.
고려시대 말에 쓰인 《서운관비기》(書雲觀秘記)라는 책에 "이씨가 한양에 도읍하리라"라는 설이 퍼지자, 한양 삼각산 아래 오얏나무가 무성하다는 말을 듣고 이씨가 흥할 징조라 여겨 이곳의 오얏나무를 베기위해 벌리사를 보냈다는데서 나왔다.
현재 서울시 강북구 번동을 "벌리(伐李)"라고 칭하였고 후에 "번리(樊里)"가 되었다. 당시 번동의 자연 마을은 위치에 따라 윗벌리･가운데벌리･아랫벌리로 불렀다고 한다.
이상에서 대강 보아 온 바와 같이 풍수지리설은 왕가(王家)에서는 물론 민간에게도 신앙하는 사람이 많았다. 오늘날도 《정감록》(鄭鑑綠)을 믿고, 한때 계룡산(鷄龍山)이 서울이 된다는 풍문이 돌았다. 아직도 민간에서는 풍수설을 좇아 좌청룡(左靑龍) 우백호(右白虎)니 하여 산소(山所)를 잘 써야 자손이 복을 받는다고 관심을 갖는 사람이 적지 않다.

### 현대의 풍수
풍수지리의 원칙은 피흉추길(避凶追吉)이며 이를 구현하기 위해 비보풍수를 사용한다. 현대의 한국에도 비보풍수의 사례가 있으며 다음과 같다.
- SK그룹 본사사옥의 거북석상 : 검은 빛깔에 반듯한 모습으로 청계천을 바라보는 이 빌딩의 터는 신령스러운 거북이 물을 마시는 영구음수형(靈龜飮水形) 형국으로 빌딩을 거북등에 세워 음(陰)인 영구음수형 터와 양(陽)인 고층빌딩을 교합(交合)시켜 사업 번창과 무병장수 기원
- (주)LG디스플레이 파주공장에 세워진 위지령비 : 공장 부지조성으로 수많은 지맥(地脈)이 단절되는 등 환경파괴로 인한 토지신의 재앙을 막기 위해 인간의 어리석음을 반성하고 땅에게 용서를 비는 위지령비(慰地靈碑)건립
- 창원시 A사 내에 조성된 봉소대(鳳巢臺) : 창원시 지세는 봉황이 날개를 씻는 비봉쇄익형(飛鳳刷翼形)의 형국이나 상점령 아래 뚫린 창원터널로 봉황의 오른쪽 날개에 총을 쏜 것처럼 바람이 통과하고 기가 흩어지게 만든다. 특히 봉황이 새이기 때문에 항공기부품을 생산하는 이 회사에 창원터널이 악영향을 미치므로 회사 내에 봉황둥지인 봉소대와 봉황알을 닮은 둥근 바위 서너 개를 놓아두고 주변에 오동나무와 대나무를 심어 비보
- 남경문의 묘 : 경기도 성남시 수정구 태평동에 위치한 남경문의 묘역은 좌우로 청룡과 백호가 교과서적으로 잘 둘러져 있는데 분당수서로 건설로 청룡, 백호의 끝부분이 잘려나갔다. 잘려나간 청룡과 백호를 비보하기 위해 터널을 건설하고 터널 위에 나무를심어 인위적으로 청룡과 백호를 만들었다.

공주대학교의 이희건(2018)은 논문에서 풍수지리를 고려한 도로 노선의 계획과 그 방안을 제시하였다. 도로가 명당(明堂)을 횡단할 경우 마을 뒤 현무봉에서 유출되는 물의 흐름을 유지하기 위해 수로를 설치하고, 비탈면 절취 시 용맥(龍脈)이 단절되지 않도록 풍수적 요충지에서 30보 이상 이격하여 도로를 건설하며, 마을 뒷산 통과 시 조산(造山)또는 조림(造林)을 조성하며, 병설터널 계획 시 대향 차량에서 충사(沖射)되는 기운과 전조등 불빛에의한 교통안전을 고려하여 터널 진입부를 분리하는 등의 방안을 제시하였다.

## 미신으로서의 풍수
지리적 입지에 따라 득실이 생기는 경험적 지혜에서 출발하였으나, 인간과 혈족과 국가의 길흉화복에 영향을 준다고 믿으면서 점차 미신화하였다. 현재 중국정부에서는 풍수를 "봉건시대의 미신행위"로 규정짓고 있다. 미국 및 서구지역의 심리학과, 의학, 출판물, 뉴스, 보도자료 등을 안내하는 '회의적 조사 위원회'(Committee for Skeptical Inquiry, 약칭 CSI)에서 발행된 기행문에서는 풍수를 "우주적 조화에 대한 미신적 신앙"으로 결론지었고 미국의 'Bullshit!'이라는 텔레비전 프로그램에서 모순되며 양립할 수 없는 경우를 들어 일관성 없음을 평가하기도 하였다.
미국에서 풍수는 1990년대부터 크게 유행하기 시작했다. CNN 등 주요 언론에 풍수에 관한 기사가 실리는 일은 이제 더 이상 놀라운 일이 아니다. 미국인들은 풍수의 개념을 중국인들에게 배웠기 때문에 풍수의 중국어 발음인 ‘펑슈에이’(Feng Shui)라고 말하며, 상당수의 사람들이 집과 사무실, 가구 등의 방향과 위치에 있어 풍수이론을 받아들이고 있다.

## 산수(山水)
동북아시아 한,중,일에서는 풍수에 대한 과학적 또는 학문적으로 첫 번째로 살펴보는 것이 산수인데 산과 물은 배산임수(背山臨水)의 조건으로 산은 좌청룡(左靑龍), 우백호(右白虎), 남주작(-朱雀), 북현무(-玄武)의 좌향을 살펴보고 물은 흘러가는 입출구를 따져 뒤쪽은 산으로 에워싸여 있고, 앞으로는 하천이 흐르는 곡구나 산록 사면의 입지를 말하는 것으로, 풍수 지리적으로 볼 때 명당으로 보는 것이 풍수의 기본개념이다. 그리고 이러한 배산임수 지형은 대한민국의 지형 계절풍 기후 조건 등과 밀접한 관계에 있는 것이 사실이다.

## 같이 보기
- 도선
- 장풍득수
- 명당보국
- 배산임수
- 동기감응론
- 사신 (신화)
- 다우징(L로드/Y로드)
- 영적볼텍스(spiritual vortex) - 서양판 용혈(龍穴)로서 미국 애리조나주 세도나에 있는 벨락과 호주 노던 준주에 있는 울루루가 대표적으로 유명
- 레이라인(en:Ley line) - 서양판 용맥(龍脈)
  - 앨프레드 왓킨스(영어판)
  - 오래된 직선주로(영어판)
- 토션필드(영어판)
- 나스카 지상화

## 참고 문헌
- 이 문서에는 다음커뮤니케이션(현 카카오)에서 GFDL 또는 CC-SA 라이선스로 배포한 글로벌 세계대백과사전의 내용을 기초로 작성된 글이 포함되어 있습니다.